# WR 136

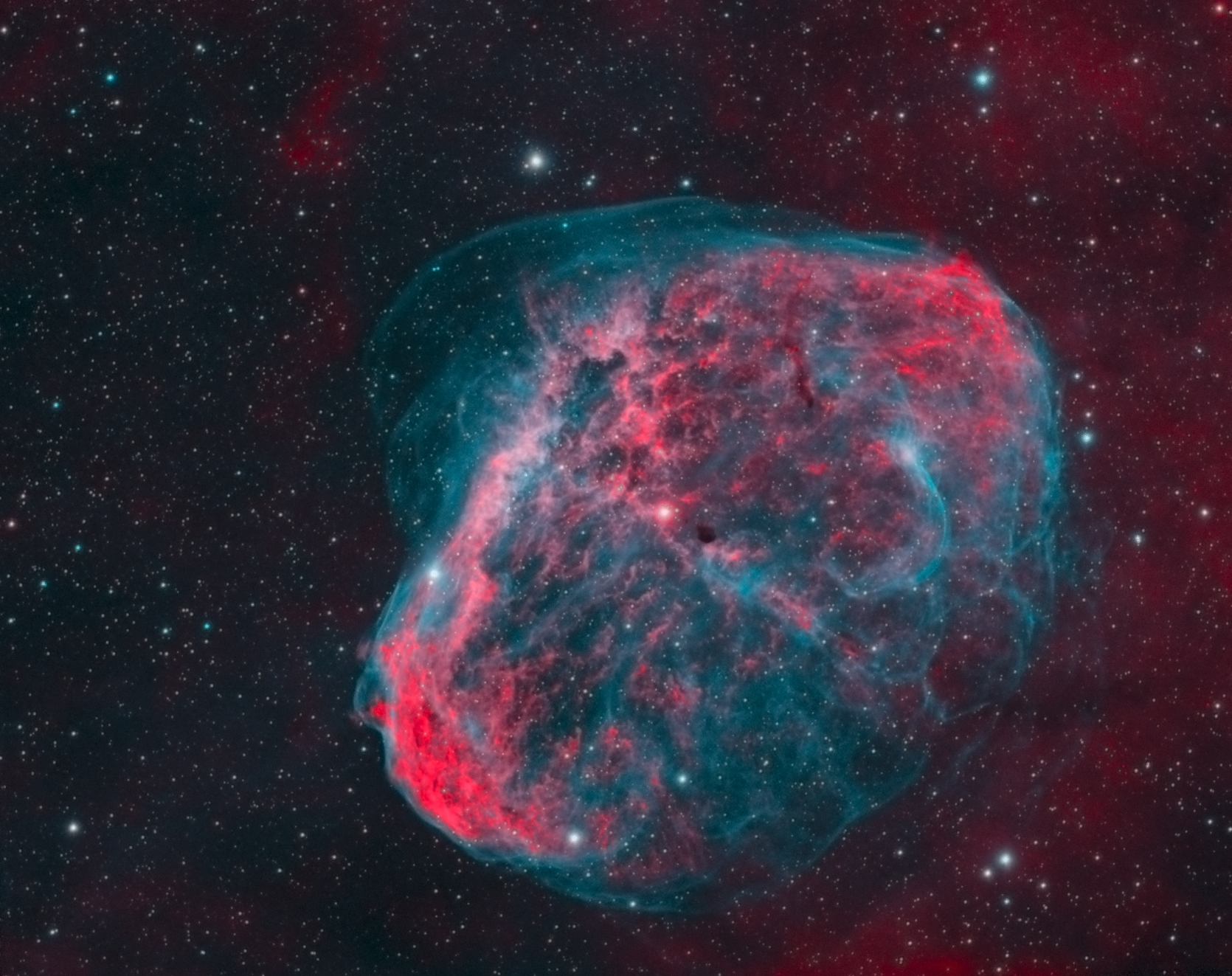
WR 136 у центрі NGC 6888

WR 136 — зоря Вольфа — Рає в сузір'ї Лебедя. Розташована в центрі туманності Півмісяць. Вік її оцінюється приблизно в 4,7 млрд років; вона наближається до кінця свого життя. Очікується, що через кілька сотень тисяч років вона вибухне як наднова.
Згідно з останніми оцінками, WR 136 в 600 000 разів яскравіша за Сонце, у 21 раз масивніша і в 5,1 раза більша. Температура її поверхні становить близько 70 000 кельвінів.
Приблизно через 120 000—240 000 років WR 136 відірве свою оболонку з масою матеріалу близько 5 M☉. На той час вона стане червоним надгігантом тому, що вона досі розширюється на швидкості 80 км/с. Наразі її швидкий зоряний вітер, викинутий із зорі зі швидкістю прибл. 1700 км/с, наздоганяє матеріал, викинутий із зорі, і формує її в оболонку. Ультрафіолетові промені, що випускаються гарячою поверхнею WR 136, змушують оболонку світитися.
Є деякі докази того, що WR 136 може бути подвійною зорею. Її компаньйоном буде маломасивна зоря спектрального класуї K або M, яка завершуватиме оберт навколо зірки Вольфа — Рає кожні 5,13 дня, будучи прабатьком рентгенівської подвійної системи малої маси.